# Wola (województwo mazowieckie)
Wola – wieś sołecka w Polsce położona w województwie mazowieckim, w powiecie płońskim, w gminie Czerwińsk nad Wisłą.
Wieś duchowna położona była w drugiej połowie XVI wieku w powiecie sąchockim ziemi ciechanowskiej województwa mazowieckiego. W 1785 roku wchodziła w skład klucza czerwińskiego biskupstwa płockiego.
| SIMC    | Nazwa   | Rodzaj    |
| ------- | ------- | --------- |
| 1060270 | Majdany | część wsi |

W latach 1975–1998 miejscowość należała administracyjnie do województwa płockiego.